# کراسیمیر بزینسکی
کراسیمیر بزینسکی (بلغاری: Красимир Смиленов Безински؛ ۲۹ ژوئن ۱۹۶۱ – ۲۲ آوریل ۲۰۱۹) بازیکن فوتبال اهل بلغارستان بود.
از باشگاه‌هایی که در آن بازی کرده است می‌توان به باشگاه فوتبال هاپوئل پتخ تیکوا و باشگاه فوتبال زسکا صوفیه اشاره کرد.
وی همچنین در تیم ملی فوتبال بلغارستان بازی کرده است.